# Kumkrit Piyaphun
Kitkong Khamkrit (tiếng Thái: กิตตน์ก้อง ขำกฤษ, phiên âm: Kít-cong Kham-cơ-lít, sinh ngày 05 tháng 04 năm 1989) còn có nghệ danh là Boom (บูม, Bum) là một diễn viên và ca sĩ người Thái Lan. Anh hiện là diễn viên độc quyền của Đài Channel 7 (CH7) Thái Lan. Anh được biết đến nhiều qua bộ phim Cổ tích một chuyện tình vai Trần Minh., Định mệnh trái ngang, Chuyện tình nàng phản diện...

## Tiểu sử
Kitkong Khamkrit tốt nghiệp bằng cử nhân xuất sắc tại đại học Sri Patum tại Thái Lan. Boom Kitkong bắt đầu được nhiều người biết đến với sự nghiệp diễn xuất của mình kể từ khi anh góp mặt vào bộ phim điện ảnh "Cổ tích một chuyện tình" (2016) với vai diễn Chen Min được các nhà phê bình đánh giá cao. Với khuôn mặt điển trai và nụ cười rạng rỡ thu hút, Boom Kitkong trở thành một trong những ngôi sao trẻ có số lượng fan rất hùng hậu. Hiện nay anh vẫn tiếp tục nghiên cứu và hoạt động song song giữa lĩnh vực diễn xuất và chuyên ngành đã tham gia học tại đại học.
Một số bộ phim mà Boom Kitkong đã tham gia như: "Ok Luerd Mungkorn"- 2012, Yomabaan Jao Ka (2013) (vai diễn khách mời), Fai Huan (7/2013), "Supabaroot Luke Pu Chai" (2013) với vai diễn Nat Natasha Nuanjam (7/2013), Kharuehat Ban Thung với vai diễn Cream Napassorn (7/2014), "Saeng Tien Tee Namthang" (7/2014), "Bussaba Tah Reua" (7/2015), "Mae Dok Rakre" với vai diễn Bhavilai (Ch.7 2015), vai diễn Namwaan Kannaporn trong "Khoei Yai Saphai Lek" (7/2015), vai diễn Phatchaya Phiansamoe trong tác phẩm phim "Sarawat Teuan" (7/2016) và bộ phim "Karn La Krang Neung...Nai Hua Jai" (Cổ tích một chuyện tình) (7/2016)..

## Các bộ phim đã từng tham gia

### Phim truyền hình
| Năm                     | Phim                                                      | Vai                  | Đóng với                                        | Đài |
| ----------------------- | --------------------------------------------------------- | -------------------- | ----------------------------------------------- | --- |
| 2012                    | Yok Luerd Mungkorn Ngọc bích Huyết Long                   | Phudee               |                                                 | CH7 |
| 2013                    | Yomabaan Jao Ka                                           | Chok                 |                                                 | CH7 |
| 2013                    | Fai Huan                                                  | Saeng                |                                                 | CH7 |
| 2013                    | Supabaroot Luke Pu Chai                                   | Bo                   |                                                 | CH7 |
| 2014                    | Kharuehat Ban Thung                                       | Salee                | Napassorn Eiamcharoen                           | CH7 |
| Saeng Tien Tee Namthang |                                                           |                      |                                                 | CH7 |
| 2015                    | Bussaba Tah Reua                                          | Yoot Siririwat       |                                                 | CH7 |
| 2015                    | Mae Dok Rakre                                             | Kornthep             | Apa Pavilai                                     | CH7 |
| 2015                    | Khoei Yai Saphai Lek                                      | วันเผด็จ               | Namwaan Kannaporn                               | CH7 |
| 2016                    | Sarawat Teuan                                             | Sapai                | Phatchaya Phiansamoe                            | CH7 |
| 2016                    | Karn La Krang Neung...Nai Hua Jai Cổ tích một chuyện tình | Chenming (Trần Minh) | Mick Tongraya & Pimprapa Tangprabhaporn         | CH7 |
| 2018                    | Wihok Long Lom                                            | Passakorn            |                                                 | CH7 |
| 2018                    | Saming Jao Tha Cuộc chiến trong bóng tối                  | Don Phosai           | Hana Lewis                                      | CH7 |
| 2019                    | Nang Rai Chuyện tình nàng phản diện                       | Pawapop              | Tisanart Sornsuek                               | CH7 |
| 2019                    | Praai Pikart Săn hồn                                      | Cherdwut Ronnarit    | Anyarin Terathananpat                           | CH7 |
| 2020                    | Prom Pissawat Định mệnh trái ngang                        | Plapol / "Pol"       | Pimprapa Tangprabhaporn                         | CH7 |
| 2021                    | Tukta Búp bê oan hồn                                      | Punchang             | Arpa Pawilai                                    | CH7 |
| 2022                    | Khem Sorn Plai                                            | Lanna                | Woranuch Wongsawan & Varitthisa Limthammahisorn | CH7 |
| 2023                    | Kayhart Nang Koi                                          |                      | Paparwadee Chansamorn                           | CH7 |

### Phim điện ảnh
| Năm            | Phim                          | Vai | Đóng với     |
| -------------- | ----------------------------- | --- | ------------ |
| 2017 2018 (VN) | Love Rain (Oan hồn trong mưa) | Gab | Sammy Cowell |